# 2MASS J08123170-2444423
2MASS J08123170-2444423 ist ein Brauner Zwerg im Sternbild Achterdeck des Schiffs. Er wurde 2008 von Ngoc Phan-Bao et al. entdeckt. Er gehört der Spektralklasse L1,5 an. Seine Position verschiebt sich aufgrund seiner Eigenbewegung jährlich um 0,191 Bogensekunden.